# 肖特本德 (密蘇里州)
肖特本德（英語：Short Bend）是位於美國密蘇里州登特縣的非建制地區。

## 歷史
肖特本德的郵局於1895年停運。

## 地理
肖特本德所處的海拔為高於海平面306米（即1004英呎），而該地所採用的時區為UTC-6，即北美中部時區（CST）。同時該地設有夏令時間，為UTC-6調快一小時，即UTC-5（CDT）。